# Катастрофа Boeing 727 под Вашингтоном
Катастрофа Boeing 727 под Вашингтоном — крупная авиационная катастрофа, произошедшая в воскресенье 1 декабря 1974 года в районе Вашингтона. Авиалайнер Boeing 727-231 авиакомпании Trans World Airlines (TWA) выполнял плановый пассажирский рейс по маршруту Индианаполис — Колумбус — Вашингтон, но из-за сложных погодных условий был перенаправлен на соседний аэропорт имени Даллеса. В 46 километрах от аэропорта авиалайнер врезался в гору и полностью разрушился. Погибли все находившиеся на его бору 92 человек (85 пассажиров и 7 членов экипажа).
Комиссия, расследовавшая происшествие, пришла к заключению, что к катастрофе привела существовавшая уже несколько лет проблема недостаточно чётких и ясных руководств для авиадиспетчеров, включая принятую терминологию для радиопереговоров. Так, в данном случае за пять минут до катастрофы, когда до аэропорта оставалось ещё 44 мили (82 км), диспетчер дал разрешение на выполнение захода на посадку. Однако экипаж неправильно понял, чего же от него хочет диспетчер, и решил, что это уже была команда на посадку, а потому преждевременно начал снижаться к аэропорту. Далее в процессе захода экипаж опустился ниже установленной для данного района безопасной высоты, которая была указана на одном из документов, что и привело к столкновению с землёй. До настоящего времени это крупнейшая авиакатастрофа в штате Виргиния.

## Самолёт
Рейс выполнялся самолётом Boeing 727-231 с регистрационным (бортовым) номером N54328 (заводской — 20306, серийный — 791), который поступил в авиакомпанию Trans World Airlines (TWA) 3 марта 1970 года. Дата постройки лайнера, согласно отчёту NTSB, 3 марта 1970 года, то есть та же, что и день передачи авиакомпании; по другим данным — 13 февраля того же [1970] года. Борт N54328 имел все необходимые сертификаты и обслуживался в соответствии с установленными федеральными правилами и инструкциями компании. Последнее техническое обслуживание  по форме «C» проводилось 12 августа 1974 года при наработке 11 197 лётных часов, при этом по авиалайнеру не было никаких замечаний, которые могли бы сыграть свою роль в катастрофе. На момент происшествия общий налёт самолёта составлял 11 997 часов 10 минут, а при вылете из Индианаполиса в его бортжурнале не было никаких записей по неустранённым отказам и нарушениям, которые могли угрожать безопасности полёта. На авиалайнере были установлены три турбовентиляторных двигателя Pratt & Whitney JT8D-9A с силой тяги 14 500 фунтов (64,5 кН) каждый. Расчётный вес топлива на борту при вылете в роковой рейс составлял 29 700 фунтов, что было в пределах нормы, а в момент катастрофы его запас составлял около 19 300 фунтов.
| № | Серийный номер | Установлен на самолёт | Наработка            | Наработка          |
| № | Серийный номер | Установлен на самолёт | СНЭ                  | ПКР                |
| - | -------------- | --------------------- | -------------------- | ------------------ |
| 1 | P665329B       | 3 июля 1974 года      | 12 801 час 36 минут  | —                  |
| 2 | P666010B       | 18 августа 1974 года  | 768 часов 40 минут   | —                  |
| 3 | P665336B       | 21 сентября 1972 года | 13 224 часа 45 минут | 5353 часа 38 минут |

## Экипаж
Командир воздушного судна (капитан) — Ричард И. Брок (англ. Richard I. Brock). 44 года, в авиакомпании TWA с 5 декабря 1955 года. Изначально работал бортинженером, пока 1 марта 1967 года не был квалифицирован на второго пилота Convair 880. На B-727 был квалифицирован 19 июня 1969 года сперва как второй пилот, а с 23 июня 1971 года уже как командир. Также был квалифицирован на второго пилота B-707. Налёт Ричарда Брока составлял 3765 лётных часов в должности пилота (командир или второй пилот) и около 3100 лётных часов в должности бортинженера реактивных самолётов. Непосредственно на B-727 его налёт составлял 1557 часов в должности командира и 1342 часа в должности второго пилота. Налёт с мая 1974 года — 372 часа, все в должности командира B-727. Последняя проверка квалификации проводилась 17 июля 1974 года и в числе прочих включала два неточных захода на посадку (без использования курсо-глиссадной системы). Какие-либо замечания, либо неудовлетворительные оценки в ходе проверок квалификации Ричард Брок не получал. Проверки квалификации в присутствии инспекторов из Федерального управления гражданской авиации проходил 9 марта и 5 апреля 1973 года, при этом первая проверка включала в себя выполнение захода на посадку по радиомаякам VOR/DME. Согласно замечаниям инспекторов, взаимодействие и квалификация экипажа находились на удовлетворительном уровне. В Вашингтонский национальный аэропорт в 1974 году за последние 7 месяцев летал четыре раза: в июле, августе и два раза в сентябре. В другой аэропорт Вашингтона — имени Даллеса — не летал, но смотрел фильмы по нему в октябре 1973 и августе 1974 года.
Второй пилот — Ленард В. Крешек (англ. Lenard W. Kresheck). 40 лет, в авиакомпании TWA с 7 марта 1966 года. 20 марта 1966 года получил квалификацию бортинженера, а 5 марта 1968 года — пилота гражданской авиации. Имел квалификацию для полётов на однодвигательных самолётах и многодвигательных семейства B-707/720, а 30 марта 1973 года был квалифицирован и на B-727. Имел общий налёт 6205 лётных часов, в том числе 1160 часов на B-727. С мая 1974 года имел налёт 416 часов, в том числе 104 часа в должности второго пилота на B-707 и 311 часов на B-727 (на 727-м летал только в октябре, ноябре и декабре). Последняя проверка квалификации проводилась 22 марта 1974 года и включала два неточных захода на посадку (без использования курсо-глиссадной системы). Какие-либо замечания, либо неудовлетворительные оценки в ходе проверок квалификации Ленард Крешек не получал. Проверки в присутствии инспекторов из Федерального управления гражданской авиации за период с 1971 года проводились 4 раза, при этом ни в одной из них Крешек не получал отрицательных оценок. За последние 7 месяцев летал в следующие аэропорты Вашингтона: Национальный аэропорт — три раза (все в июне), аэропорт имени Даллеса — один раз (в сентябре), аэропорт Балтимор — два раза (все в мае).
Бортинженер — Томас К. Сафранек (англ. Thomas C. Safranek). 31 год, в авиакомпании TWA с 20 октября 1967 года. 22 февраля 1968 года получил сертификат бортинженера реактивных самолётов, 19 марта 1968 года был квалифицирован на бортинженера Convair 880, 6 августа 1968 года — на B-707, а 6 июня 1974 года — на B-727. К моменту катастрофы сохранил квалификацию бортинженера только на B-707 и B-727. Также 15 февраля 1972 года получил сертификат пилота гражданской авиации и был квалифицирован для полётов на однодвигательных самолётах. Общий налёт 2798 часов, в том числе 128 часов на B-727. Налёт с мая 1974 года составлял 242 часа, из них 113 часов на B-707 и 128 часов на B-727. В ходе различных проверок квалификации не получал никаких неудовлетворительных оценок или замечаний.
За последние сутки до полёта в злополучный рейс 514 весь лётный экипаж имел 4 часа 44 минуты налёта и 12 часов отдыха.
В салоне работали 4 стюардессы:
- Дениз Э. Стэндер (англ. Denise A. Stander). 22 года, в авиакомпании TWA с 9 октября 1974 года.
- Джен Э. Ван Фоззен (англ. Jen A. Van Fossen). 22 года, в авиакомпании TWA с 9 октября 1974 года.
- Элизабет Х. Стаут Мартин (англ. Elizabeth H. (Stout) Martin). 23 года, в авиакомпании TWA с 11 апреля 1973 года.
- Джоан Е. Хэди (англ. Joan E. Heady). 22 года, в авиакомпании TWA с 20 июня 1973 года.

Все стюардессы были квалифицированы на DC-9, B-707, B-727, B-747 и L-1011, а Хэди и Мартин ещё были квалифицированы и на CV-880.

## Хронология событий

### Предшествующие обстоятельства
Самолёт выполнял регулярный пассажирский рейс TW514 по маршруту Индианаполис — Колумбус — Вашингтон. Задание на полёт было выслано из главного диспетчерского центра TWA в Нью-Йорке и через офис в Индианаполисе передано командиру Ричарду Броку. В данном пакете документов содержалась информация о маршруте следования, который был рассчитан компьютером, и прогнозе погоды в аэропорту назначения; полёт при этом должен был проходить по правилам полётов по приборам. В 08:53 рейс 514 вылетел из Индианаполиса (штат Индиана) и в 09:32 благополучно приземлился в аэропорту Порт-Колумбус города Колумбус (штат Огайо). После получения экипажем прогноза погоды и завершения загрузки самолёта, в 10:24, на 11 минут позже расписания, борт N54328 с 85 пассажирами и 7 членами экипажа на борту вылетел из Порт-Колумбуса.
В 10:36 экипаж вышел на связь с Кливлендским центром управления воздушным движением и получил от диспетчера информацию, что Национальный аэропорт закрыт из-за сильного бокового ветра, поэтому прибывающие рейсы либо задерживаются с посадкой, либо направляются в аэропорт Даллеса. Тогда через пару минут командир связался с диспетчером авиакомпании в Нью-Йорке и сообщил об обстановке, на что тот согласился с мнением командира, что рейс 514 должен направиться в Даллес. В 10:42 диспетчер в Кливленде дал разрешение рейсу 514 следовать в аэропорт Даллес на эшелоне 290 (29 тысяч футов или 8,8 км) через радиомаяк Фронт-Рояль. В 10:43 экипажу было дано разрешение снижаться до эшелона 230 и сохранять его до прохождения контрольной точки в 40 милях от Фронт-Рояля. Также экипаж обсудил между собой схему подхода по приборам к полосе 12 и изучил навигационные карты аэропорта Даллеса, после чего командир Ричард Брок передал управление второму пилоту Ленарду Крешеку. В 10:48 рейс 514 перешёл под контроль Вашингтонского центра УВД и установил с ним связь. Диспетчер подтвердил, что он в курсе об изменении маршрута рейса 514 на следование в Даллес. Далее речевой самописец зафиксировал разговор в кабине, в ходе которого обсуждались схемы захода на полосу 12 после прохождения Фронт-Рояля либо через радиомаяк Мартинсберг, либо с прямой.
В 10:51 диспетчер из Вашингтонского центра спросил у экипажа, какой у них курс. Те ответили, что 100°, на что получили указание довернуть на курс 090°, чтобы, как объяснил диспетчер, вектор 300° от радиомаяка Армель был захвачен в 25 милях северо-западнее радиомаяка, а затем сохранять высоту 8000 футов (2,4 км). Диспетчер пояснил, что вектор 300° используется при заходе на посадку на полосу 12 аэропорта Даллеса, а также установку высотомеров на уровень аэродрома — 29,74. Согласно данным речевого самописца, пилоты настроили навигационный приёмник на радиомаяк Армель и ещё раз обсудили заход на полосу 12. В 10:55 бортинженер Томас Сафранек зачитал контрольную карту перед посадкой, при этом пилоты отвечали по её пунктам. Опорная скорость была определена как 127 узлов, которую выставили задатчиками на указателях скорости, а высотомеры настроили на уровень аэропорта (29,74). В 10:57 экипаж ещё раз обсудил детали на схеме захода, в том числе прохождение Раунд-Хилла, окончательный заход на посадку, визуальное определение вхождения в глиссаду, курсо-глиссадную систему, а также схему аэропорта.
В 10:59 командир доложил диспетчеру о снижении с 11 до 8 тысяч футов (с 3,35 до 2,44 км), после чего спросил, имеются ли в аэропорту и вдоль маршрута полёта опасные погодные явления. Ответ был отрицательным, на что командир ответил, что экипаж также не наблюдает на метеорологическом радиолокаторе ничего опасного. Далее командир включил противообледенительную систему. В 11:01 диспетчер Вашингтонского центра УВД дал разрешение рейсу 514 снижаться и занимать высоту 7000 футов (2,13 км), а также переходить на связь с диспетчером подхода аэропорта Даллеса. Менее чем через полминуты командир вышел на связь с диспетчером подхода и доложил о снижении с 10 до 7 тысяч футов, а заодно прослушал информацию от АТИС о погоде. Диспетчер подхода разрешил прохождение Армель и ожидание захода на посадку на полосу 12, а также предупредил об обновлении информации АТИС. В обновлённой информации было только одно изменение — настройка высотомеров снизилась до 29,70. Однако на речевом регистраторе не удалось обнаружить никаких доказательств, что пилоты изменили настройки своих высотомеров.

### Погода в регионе
В Виргинии в это время была сложная погодная обстановка с несколькими фронтами, характеризующаяся низкой облачностью, дождём, редким мокрым снегом и сильным порывистым восточным ветром. Циклон покрывал западные Кентукки, юго-восточную Виргинию и восточную Каролину. Над Национальным аэропортом стояла переменная облачность высотой 700 футов и сплошная облачность высотой 1200 футов, видимость 5 и более миль, небольшой дождь, ветер 070° (восточно-северо-восточный) 25—28 узлов, в порывах до 49 узлов (25 м/с, на 10:54). Над аэропортом Даллеса в свою очередь стояла сплошная облачность высотой 900 футов, видимость от 3 до 7 миль, небольшой дождь, ветер 080° 20 узлов, в порывах до 36 узлов (18,5 м/с, на 10:55). По данным метеостанции в Патаксенте (штат Мэриленд), в районе аэропорта Даллеса десятую часть неба занимали грозовые очаги, двигающиеся на юг (170°) со скоростью 45 узлов и характеризующиеся умеренными ливневыми дождями. Половину неба занимала область умеренных осадков. Верхняя граница облачности достигала 24 000 футов (7,3 км). Также было как минимум три предупреждения об обледенении в облаках от умеренного до сильного. Экипажи самолётов не докладывали о погодной обстановке. Свидетели на земле при этом указывали, что к северо-западу от аэропорта в районе происшествия стояла низкая облачность, шёл сильный дождь, ветер в порывах достигал скорости 40 узлов, а видимость составляла всего 50—100 футов (15—30 метров). Как впоследствии было подсчитано, порывы ветра в районе 43 узлов могли приводить к снижению давления на 4 миллибара, при этом высотомеры самолёта завышали показания на 13 футов (4 метра).

### Катастрофа
В 11:04 с самолёта доложили о занятии высоты 7000 футов, на что через несколько секунд диспетчер дал разрешение выполнять заход по радиомаякам на полосу 12. Командир экипажа подтвердил получение информации, после чего выпустил шасси и прокомментировал: Восемнадцать сотен [549 метров] — это минимальная. Следом второй пилот сказал, что начинает снижение, а бортинженер сказал, что надо бы включить обогрев, так как, по его мнению, довольно холодно. В 11:05:06 командир рассмотрел схему рельефа, минимальную высоту снижения и захода на посадку, а также заметил, что не указано время прохождения точек на траектории захода. В 11:06:15 второй пилот сказал, что ненавидит, когда высота прыгает, а также обратил внимание на вибрацию приборной панели. Одновременно с ним командир заметил некоторое расхождение в показаниях радиокомпасов, которое, однако, посчитал несущественным, а на недовольство второго пилота сказал: Летишь ты, не я. Далее командир в последний раз обсудил минимальную высоту и высоту захода, после чего сказал, что надо прерваться. В 11:06:42 второй пилот сказал, что у него скоро разболится голова из-за этих колебаний панели, а в 11:07:27 сказал, что ощущается влияние ветра. Через несколько секунд командир сказал: Вы знаете, в этом тупом листе указано, что тридцать четыре сотни [1036 метров] до Раунд-Хилл — вот наша минимальная высота. А на вопрос бортинженера, где же он такое нашёл, командир ответил: Ну вот, Раунд-Хилл в одиннадцати с половиной [миль] от DME. Второй пилот только успел заметить: Ясно, но…, как его прервал своим рассуждением командир: Если нам дали разрешение, то выходит, что можно выполнять…, на это неопознанный голос ответил: Начальный заход, а ему вторил второй неопознанный голос: Ага. Тогда командир спросил, какая высота начала захода, на что бортинженер сказал: Мы прошли… двадцать восемь [продолжая снижение] до восемнадцати. Затем неизвестный голос ответил: Правильно, а ещё один неизвестный: Только вперёд.
В 11:08:14 бортинженер заметил: Темно здесь, а второй пилот добавил: Да и слишком неровно. Затем в 11:08:25 раздался сигнал предупреждения о приближении к минимальной высоте, на это командир сказал, что минуту назад он наблюдал землю. Второй пилот сказал, что тоже видел землю, а затем дал указание повысить мощность двигателей. Командир при этом обратил внимание на высокую вертикальную скорость снижения, с чем согласился и второй пилот. Затем неизвестный голос сказал: Мы движемся на гору, но бортинженер его поправил: Мы на правильном курсе. Когда второй пилот спросил, в верном ли направлении они снижаются, то сразу два голоса сказали: Да. Тогда второй пилот предположил, что самолёт попал в нисходящий воздушный поток. Но в 11:09:14 раздался сигнал радиовысотомера о низкой высоте, после чего второй пилот воскликнул: Парни, а командир тут же дал команду увеличить мощность двигателей. Затем радиовысотомер выдал повторный сигнал предупреждения, после чего быстро замолчал, а почти сразу в 11:09:22 речевой самописец зафиксировал звук удара. В 11:09:54 диспетчер подхода спросил: TWA514, какая у вас высота. Однако ответа на этот вопрос уже не последовало, как и на все остальные вызовы. Как впоследствии пояснил диспетчер, согласно показаниям радара, самолёт на момент перед вызовом находился на высоте две тысячи футов.
Согласно данным параметрического самописца, рейс 514, следуя курсом 112 ° на высоте 7000 футов (2134 метра) в сплошных облаках, за пару с половиной минут до катастрофы довернул на курс 120° (в дальнейшем он колебался не более чем на 2—4°) и начал снижаться с приборной скоростью 220—230 узлов. Лайнер достиг высоты 1750 футов (533 метра), но затем, наоборот, начал подниматься, так как раздался сигнал о достижении минимальной высоты, на что экипаж отреагировал увеличением мощности двигателей. Набрав за 15 секунд 150 футов (46 метров) высоты, самолёт снова продолжил снижение, и за 20 секунд высота уменьшилась на 200 футов (61 метр). Когда раздался сигнал об опасной близости земли, пилоты сквозь туман увидели прямо по курсу горы и попытались перелететь через них, но не успели набрать высоту. В 25 милях от аэропорта и на высоте 1670 футов (509 метров) летящий по курсу 118° «Боинг» врезался в покрытый лесом западный склон горы Уэтер (англ. Weather). Промчавшись через деревья, авиалайнер потерял левую плоскость крыла и все три двигателя, после чего врезался в землю, разрушился и загорелся. Площадь рассеивания обломков имела размеры 900 на 200 футов. Все 92 человека на борту погибли. Это крупнейшая авиакатастрофа в штате Виргиния, а на тот момент также занимала шестое место в стране.
Среди погибших — бригадный генерал Роско Конклин Картрайт (англ. Roscoe Conklin Cartwright, родился 27 мая 1919 года) — третий генерал-афроамериканец в армии США.

## Анализ
Полностью исправный самолёт с квалифицированным экипажем выполнял обычный пассажирский рейс. Вся необходимая информация была получена в Индианаполисе перед вылетом и обновлена во время промежуточной остановки в Колумбусе. Далее полёт протекал в обычном порядке, пока диспетчер не предупредил, что Национальный аэропорт закрыт для приёма, предложив при этом посадку в аэропорту имени Даллеса. После переговоров с диспетчером авиакомпании экипаж принял решение направляться в Даллес, на что получил указания по изменению курса. В дальнейшем экипаж получил указание ожидать заход по курсо-глиссадной системе на полосу 12, подтвердил получение данной информации и изучил диаграмму по выполнению захода на указанную полосу. Далее экипаж получил указание следовать через Фронт-Рояль прямо на Даллес. В 10:43 командир настроил радиоприёмник на АТИС аэропорта Даллес и прослушал в общей сложности три сообщения о погоде, после чего передал управление второму пилоту. Руководствуясь схемами аэропорта и диаграммами по выполнению захода, экипаж обсудил между собой различные варианты захода на посадку. В 10:51 диспетчер дал указание занимать курс 090°, чтобы захватить вектор 300° от радиомаяка Армель в 25 милях к северо-западу от радиомаяка, снижаться и сохранять высоту 8 тысяч футов. После получения данного указания пилоты ещё раз обсудили схемы выполнения захода в аэропорту Даллес.
В 10:55 началось чтение контрольной карты, которое завершилось в 10:56. Ещё через минуту экипаж ещё раз обсудил диаграммы захода, при этом было отмечено, что пересечь Раунд-Хилл, что в 6 милях от курсового радиомаяка, довольно затруднительно. Высота входа в глиссаду была определена как 1800 футов. Также пилоты обсудили полосы и их освещение. В 11:01 рейсу 514 было дано разрешение снижаться и занимать высоту 7 тысяч футов, а также переходить на связь с диспетчером подхода. Диспетчер в свою очередь дал указание ожидать захода на посадку на полосу 12, а также указал новую настройку высотомера — 29,70 миллибар. В 11:04 экипаж доложил о занятии высоты 7 тысяч футов, на что через пять секунд получил разрешение выполнять заход на посадку по ILS на полосу 12. Командир предупредил, что минимальная допустимая высота составляет 1800 футов, после чего второй пилот сразу начал снижение. Также была ещё раз рассмотрена диаграмма захода. В 11:06 командир указал на несоответствие в показаниях радиокомпасов пилотов. Как будет установлено в ходе расследования, радиокомпас второго пилота был настроен на радиомаяк Фронт-Рояль. Радиокомпас командира был полностью разрушен, но наиболее вероятно, что он был настроен на радиомаяк Армель. Такое расхождение, однако, с точки зрения навигации не играло никакой роли, так как авиалайнер следовал по предписанной траектории.
В 11:07 командир высказал первые сомнения в выборе минимальной высоты, так как на диаграмме минимальная высота прохождения Раунд-Хилл была указана как 3400 футов. Но после обсуждения было решено всё же снижаться до выбранной высоты 1800 футов. Через несколько секунд зазвучал сигнал предупреждения о том, что самолёт подходит к заданной минимальной высоте 1800 футов. Командир сказал о наблюдении земли за минуту до этого, то же сообщил и второй пилот. Вероятно, они видели землю через мимолётные разрывы в облаках и не успели определить визуально относительную высоту над окружающей местностью. Второй пилот упомянул о мощности двигателей, на что командир указал на высокую скорость снижения, а также предупредил, что через минуту они должны увидеть землю. В 11:08:57 вновь раздался сигнал предупреждения о малой высоте, но пилоты посчитали его, как достижение заданной минимальной высоты. В авиакомпании TWA было разрешено снижаться ниже высоты, установленной для входа в глиссаду. Данные по абсолютной высоте показывал барометрический высотомер, а данные по относительной высоте — радиовысотомер. Была высказана вслух мысль о нисходящем потоке воздуха, когда кратковременно раздался сигнал радиокомпаса об опасной высоте. В 11:09:20 командир дал команду увеличить мощность двигателей, но через пару секунд авиалайнер врезался в гору.
Комиссия установила, что первое предупреждение радиовысотомера прозвучало за 7 секунд до удара на высоте 500 футов над землёй, а второе буквально за секунду и на высоте уже 100 футов. В стандартной процедуре захода, составленной в авиакомпании, радиовысотомер настраивается на выдачу предупреждения при высоте 100 футов над поверхностью. Экипаж должен был успеть понять, что самолёт оказался в опасной близости от земли, но не успел своевременно отреагировать.
Во время большей части полёта самолёт находился на предписанных высотах или близко к ним, из чего следует, что высотомеры были исправны. В момент удара высотомеры показывали значение 1675 футов при настройке 29,70 — последней переданной экипажу. «Боинг» опустился ниже установленной безопасной высоты 1800 футов, что могло произойти по двум причинам. Во-первых, при полёте на малой высоте мог возникнуть экранный эффект, который привёл к нарушениям в работе трубок Пито, в результате чего высотомеры начали завышать показания. Во-вторых, сильные боковые ветры на пересечённой местности могли понижать давление, что также приводило к искажению показаний высотомеров. Но экипаж, однако, следил за высотой, раз когда раздался сигнал о достижении безопасной высоты, то командир сказал о повышении мощности двигателей, а второй пилот высказал версию о нисходящем воздушном потоке. Таким образом, комиссия пришла к мнению, что приборы не завышали столь существенно показания, а пилоты, исходя из их замечаний, знали о снижении самолёта под безопасную высоту. Второй пилот высказывал версию о нисходящем воздушном потоке. Бортовые самописцы зафиксировали, что самолёт попал в турбулентность, но она была умеренной и недостаточно сильной, чтобы второй пилот не мог поддерживать выбранную высоту. Такими образом, комиссия пришла к мнению, что снижение под безопасную высоту произошло из-за сочетания техники пилотирования второго пилота и турбулентности. На основании этих данных был сделан вывод, что экипаж намеренно или случайно снизился под безопасную высоту. Но тогда возникают сразу два вопроса: почему пилоты намеренно начали снижаться под высоту 1800 футов в районе, где высоты местности почти достигали этих значений; а также почему разрешение на выполнение захода не включало в себя ограничение минимальной высоты на данной траектории? Между тем командир экипаж был убеждён, что в условиях захода на посадку по радиомаякам под радиолокационным контролем диспетчер при даче разрешения на снижение не будет указывать минимальную безопасную высоту в том случае, если для выполнения продолжения снижения не будет никаких препятствий.
Чтобы понять, откуда у него возникло такое мнение, стоит немного углубиться в историю авиасообщения в стране. Дело в том, что до 1950-х годов радиолокационный контроль за полётами над значительной частью США отсутствовал, а экипажи летали по правилам визуальных полётов. В таких условиях пилоты фактически были предоставлены сами себе и в одиночку следили за местонахождением самолёта. Также они периодически сообщали диспетчеру данные о своём местоположении и дальнейших намерениях. При выполнении захода число сообщений от экипажа возрастало, так как на землю постоянно сообщалось о местонахождении авиалайнера, его высоте, а также дальнейших намерений пилотов. Но к 1960-м годам вся территория страны оказалась покрыта радиолокаторами, что позволяло осуществлять радиолокационный контроль на протяжении всего полёта. Теперь диспетчер мог наблюдать удаление самолёта и азимут, исходя из чего определял его географическое местоположение. Благодаря этому диспетчер мог среди прочих давать команды самолётам, когда возникала опасность столкновения в воздухе. Однако высоту самолёта такой радиолокатор показывать ещё не мог, а потому пилотам периодически приходилось докладывать о ней на землю. С накапливанием опыта использования радаров был введён специальный язык для радиообменов между экипажами и диспетчерами, а также разработаны новые процедуры по радиолокационному контролю за воздушным сообщением в районе аэропортов. Диспетчеры теперь стали играть огромную роль в маневрировании самолётов, давая указания пилотам об изменениях курса и высоты. Одновременно с этим воздушный трафик стал более плотным, а самолёты быстрее, что повысило ответственность диспетчера в обеспечении сохранения воздушного движения к взлётно-посадочным полосам. Тогда воздушное пространство в зоне подхода было разделено на блоки с указанием минимальной векторной высоты. С проявлением радиолокаторов третьего поколения авиадиспетчер теперь получал на радиолокаторе ещё больше информации о самолёте: высота, расстояние и азимут до него, а также путевая скорость. Размеры терминалов диспетчерских центров теперь возросли настолько, что Федеральное управление гражданской авиации США приняло решение, чтобы рейсы отводились в сторону от установленных траекторий заходов по приборам, чтобы разгрузить воздушный поток. Также очевидно, что это привело к тому, что для пилотов стало обычным делом снижаться ниже безопасных высот, указанных на картах местности близ аэропортов, и схемах захода по приборам. К тому же пилоты стали более зависимы от авиадиспетчеров и контролировали полёт только по абсолютной высоте, курсу и скорости полёта. «Обратной стороной медали» стало то, что экипажи теперь начинали всё хуже знать местность, над которой пролетали, а зачастую даже плохо понимали своё положение над окружающей местностью. Также возникали ситуации непонимания между пилотами и диспетчерами, вызванные нарушениями терминологии, нерешёнными разногласиями и незамеченными изменениями в терминах и процедурах.
Вызывает недоумение, почему диспетчер дал разрешение выполнять заход тогда, когда самолёт был ещё на большом расстоянии от аэропорта. В свою защиту диспетчеры на судебных слушаниях заявили, что не подозревали о том, что такое преждевременное разрешение может дезориентировать пилотов. При этом всего за 6 недель до катастрофы рейса 514 уже был случай, когда заходящий на полосу 12 самолёт ещё до прохождения Раунд-Хилл снизился под высоту 1800 футов. Однако после того инцидента своевременных выводов по предупреждению подобного сделано не было. Фактически экипажи неправильно понимали разрешение на выполнение захода, а с учётом того, что не была названа безопасная высота, это могло создать впечатление, что на траектории снижения к высоте вхождения в глиссаду нет никаких препятствий. Исходя из записей речевого самописца, экипаж рейса 514 пришёл как раз к такому мнению.
Командир экипажа не знал, где они точно находятся относительно местности, но высока вероятность того, что после получения разрешения он настроил свой радиокомпас на частоту радиомаяка Армель, до которого в тот момент было ещё 44 морских мили (81,5 км) по азимуту 300°. Кроме того, хотя командир и изучил схемы и диаграммы по выполнению захода, он должен был понимать, что высота 1800 футов для входа в глиссаду не является минимальной безопасной в горном районе с высотами до 2000 футов, так как в этом случае не выдерживается минимальная высота в 1000 футов над препятствиями. Он видел на схеме, что на участке Фронт-Рояль — Раунд-Хилл минимальная высота указана как 3400 футов, но тем не менее принял решение снижаться до 1800 футов до прохождения Раунд-Хилл. Имеющиеся у экипажа карты и схемы захода должны были предупредить экипаж, что непрерывное снижение не является безопасным. Однако на указанной ими информации имелся существенный недостаток — на поперечной схеме захода отсутствовала промежуточная точка Раунд-Хилл и связанная с ней минимальная высота. При этом данная точка была указана на плане схемы захода, где также присутствовали связанные с ней данные, но, скорее всего, экипаж сосредоточил внимание именно на схеме профиля траектории захода, а потому продолжал снижение, разрешение на которое было перед этим получено.
Вторым вопросом о причинах катастрофы было отсутствие ограничения высоты при выдаче разрешения на снижение. На это свидетели из Федерации управления гражданской авиации, в том числе и диспетчер, заявили, что рейс 514 не наблюдался на мониторе радиолокатора захода, а потому диспетчер не был обязан выполнять все пункты положения о руководстве полётами. Свидетели также заявили, что рейс 514 не наблюдался на радиолокаторе захода из-за того, что не занял вектор захода на посадку. При этом свидетели не считали, что пеленг 300° от Вашингтонского центра, проходящий через Раунд-Хилл, был захвачен рейсом 514 как вектор захода на посадку. В то же время рейс 514 находился под радиолокационным контролем и наблюдался как минимум на одном исправном радиолокаторе, а следуя прямо на Раунд-Хилл, он придерживался установленного захода на посадку, а потому диспетчер должен был выполнять все пункты положения. Кроме того, экипаж бы предупреждён, что вектор от Раунд-Хилл на «радиус 300°» используется при выполнении захода на полосу 12. При этом самолёт был направлен на «радиус 300°», когда до аэропорта оставалось ещё 80 миль. Это, однако, не отвечало на вопрос, почему система управления воздушным движением не имела возможности предотвратить, а значит, обнаружить и исправить отклонение самолёта от курса, который отличался от намеченного диспетчером. Система требует от диспетчеров давать пилотам чёткую конкретную информацию об их местонахождении на траектории захода на посадку и высоту, ниже которой нельзя опускаться до выдачи следующего разрешения. У пилотов не должно быть выбора действий после получения разрешения. Диспетчер должен был назвать пилотам минимальную высоту полёта до входа в сектор захода, либо не давать разрешения на выполнение захода, пока самолёт не войдёт в этот сектор. Отсутствие взаимопонимания между пилотами и диспетчерами привели к несоблюдению необходимой высоты над окружающей местностью, чему способствовало нарушение фразеологии радиообмена с обеих сторон.
Данные с бортовых самописцев свидетельствуют, что свою лепту в катастрофе внесла и погода, но это не было решающим фактором. Обледенение в облаках, которому авиалайнер подвергся при снижении, устранялось включением противообледенительной системы. Турбулентность усложняла пилотирование, но не была настолько сильной, а о её влиянии на данных высотах уже было сказано выше. Неизвестно, получал ли экипаж данные от системы SIGMETS о погоде над Вашингтоном, но даже отсутствие этих данных не сильно повлияло на работу экипажа. Записи речевого самописца свидетельствуют, что во время снижения лайнер столкнулся со значительной турбулентностью, но пилоты при этом могли прочесть показания приборов достаточно хорошо, чтобы понять, что они опустились под высоту 1800 футов. На основании этого комиссия сделала вывод, что воздействие турбулентности не являлось критическим фактором, хотя при этом не смогла ответить, почему снижение не прекратилось на высоте 1800 футов. В общем катастрофа произошла из-за ряда факторов, включая недопонимание между пилотом и диспетчером по условиям, подразумеваемых авиадиспетчерами к рейсам, следующих в приборных погодных условиях. Получив разрешение на выполнение захода, командир решил, что им разрешено снижение вплоть до высоты входа в глиссаду, только потому, что не была названа безопасная высота, хотя эта информация отсутствовала лишь из-за того, что диспетчер просто не увидел самолёт на радиолокаторе захода. При этом за полчаса до происшествия пилот другого самолёта при получении разрешения на выполнение захода также не услышал данных о безопасной высоте, но когда спросил про неё, диспетчер дал ему эту информацию. Это пример правильной реакции пилота на неопределённость высоты, на которой должен следовать его самолёт.

## Причины
1. Полёт проходил без отклонений, пока аэропорт прибытия не был изменён с Национального на Даллес.
2. Перед выполнением захода на полосу 12, экипаж несколько раз изучил схему по его выполнению.
3. Диспетчер в Вашингтонском центре управления воздушным движением дал рейсу 514 вектор на перехват пеленга 300° от радиомаяка Армель в точке на удалении в 80 морских миль от радиомаяка. Эта часть пеленга не входила в существующую схему захода.
4. Экипаж перехватил данный пеленг и придерживался его при выполнении захода, когда контроль за полётом был передан Даллес-подход.
5. Диспетчер подхода дал разрешение на выполнение захода по ILS на полосу 12 в тот момент, когда авиалайнер находился в 44 морских милях от аэропорта, при этом не было указано никаких ограничений по высоте.
6. Командир решил, что им разрешено снижаться сразу до высоты 1800 футов, после чего второй пилот тут же начал спуск.
7. При снижении самолёт столкнулся с обледенением и турбулентностью, но эти факторы, вероятно, не могли помешать экипажу прекратить снижение после высоты 1800 футов.
8. Второй пилот допустил снижение под намеченную высоту 1800 футов, после чего не стал корректировать положение самолёта для занятия и сохранения данной высоты.
9. Высотомер второго пилота имел правильные настройки.
10. Есть вероятность, что сильный ветер над пересечённой местностью мог привести к нарушению в работе высотомеров и те завышали реальную высоту. Однако экипаж, исходя из его последних комментариев, знал о снижении ниже 1800 футов.
11. Сигнализация о достижении безопасной высоты и звуковые предупреждения радиовысотомера звучали, когда авиалайнер находился на высоте 1800 футов над уровнем аэродрома, а также в 500 и 100 футах над землёй. Последние два сигнала прозвучали соответственно за 7 и 1 секунду до удара.
12. После этих сигналов экипаж не успел предотвратить катастрофу.
13. Диспетчер дал разрешение на заход без уточнения безопасной высоты потому, что рейс 514 не наблюдался на радиолокаторе подхода, а также потому, что диспетчер планировал провести самолёт на заход так, как это было указано в схемах захода.
14. В изданном Федеральным управлением гражданской авиации (FAA) Руководстве персоналу управления воздушным движением не было чётко определено, что является понятием «Радиолокатор подхода», а что нет. Рейс 514 при этом был квалифицирован как не наблюдающийся на радиолокаторе подхода.
15. Имеющиеся у диспетчера радиолокационные средства позволяли вести контроль за подходом и корректировать высоту, когда самолёт заходил на посадку по нестандартному маршруту.
16. Система УВД имела недостаток по части чёткого определения действий диспетчера при руководстве за полётами в таких условиях.
17. Экипаж думал, что диспетчер не станет давать разрешение на заход, пока они не будут в стороне от всех препятствий.
18. На профильной схеме захода на посадку не было указана точка прохождения Раунд-Хилл и минимальные абсолютные высоты. Однако эта информация была приведена на плане схемы захода.
19. Командир заметил минимальную высоту в 3400 футов на участке от Фронт-Рояля до Раунд-Хилла, но решил продолжать снижение до 1800 футов, так как самолёт находился в стороне от данного района.
20. Командир рейса 514 после получения разрешения на заход не стал спрашивать диспетчера, какие действия им надо выполнять. Другой экипаж после получения подобного разрешения всё же спросил, на что получил дополнительные указания и инструкции, которые вывели их на радиолокатор подхода.
21. И военные, и гражданские чиновники авиации уже несколько лет указывали на проблему относительно существующих руководств для диспетчеров и терминологии для их общения с пилотами, в результате чего последние могут неправильно понять полученную информацию. Недопонимание пилотов и диспетчеров грозило тем, что экипаж мог начать преждевременное снижение.
22. FAA не решило давнюю проблему системы УВД во взаимодействии пилот—диспетчер по части выдачи разрешения на выполнение неточного захода. К тому же FAA не предоставляло сотрудникам системы УВД достаточно информации об оборудовании, используемом в конкретных случаях.
23. Диспетчерская служба не использовала все возможности новых радиолокаторов (ARTS III) по сохранению безопасной высоты над местностью для заходящих на посадку самолётов, не оборудованных системой для точной посадки в приборных погодных условиях.
24. Лётный экипаж не был знаком с местностью к западу и северо-западу от аэропорта Даллес. Однако на плане схемы захода на посадку была указана высота местности к западу от пересечения Раунд-Хилл.

Национальный совет по безопасности на транспорте (NTSB) пришёл к заключению, что катастрофа произошла из-за решения экипажа о снижении под высоту 1800 футов прежде, чем самолёт достиг зоны захода, в которой эта высота была установлена как минимальная безопасная. К решению экипажа о снижению привели ошибки и неточности в существующих руководствах управления воздушным движением, в результате чего пилоты и диспетчер не поняли обязанностей друг друга по действиям в районе аэропорта при приборных (сложных) погодных условиях. При этом изучение схем захода показало, что на плане было указано, что минимальная высота 1800 футов не является безопасной.
Факторами, которые способствовали катастрофе, стали:
1. FAA не приняло своевременных мер по предотвращению путаницы и неправильных толкований установленных для авиадиспетчеров терминов, хотя эта проблема существовала уже не один год.
2. Рейс 514 получил разрешение на выполнение захода, когда находился в 44 милях от аэропорта, при этом не была конкретно указана минимальная высота.
3. На профильной схеме захода на посадку на полосу 12 не были указаны все ограничения по высоте.

## Последствия
В мае 1975 года Федеральное управление авиации совместно с НАСА и Советом авиационной безопасности внедрили программы, которые регулировали взаимодействие пилотов и авиадиспетчеров при выполнении полётов на нестандартных маршрутах, а само понятие «разрешение на подход» было наконец чётко оговорено. Кроме того, были доработаны системы по предупреждению опасного сближения с землёй, которые теперь сигнализировали об опасности при большем запасе высоты.
На месте катастрофы впоследствии был установлен небольшой гранитный мемориал.

### Культурные аспекты
Катастрофа рейса 514 присутствует в книге Фрэнсиса Ли Бэйли и Джона Гринья «Разрешение на подход: В защиту полётов» (англ. Cleared for the Approach: In Defense of Flying). — 1977. — ISBN 0-13-136663-7.
Также катастрофа упоминается во второй главе автобиографической книги американского певца Марка Оливера Эверетта «Что должны знать внуки». — 2008. — ISBN 978-0-316-02787-8.

### Комментарии
1. ↑  Здесь и далее указано Североамериканское восточное время (EST).